# ČSK Pivara
ČSK Pivara (serb: ЧСК Пивара) – serbski klub piłkarski z siedzibą w Čelarevie. Został utworzony w 1925 roku.